# Potentilla assalemica
Potentilla assalemica är en rosväxtart som beskrevs av Soják. Potentilla assalemica ingår i Fingerörtssläktet som ingår i familjen rosväxter. Inga underarter finns listade i Catalogue of Life.